# Tetrastigma formosanum
Tetrastigma formosanum là một loài thực vật hai lá mầm trong họ Nho. Loài này được (Hemsl.) Gagnep. miêu tả khoa học đầu tiên năm 1911.